# Greensburg (Kansas)

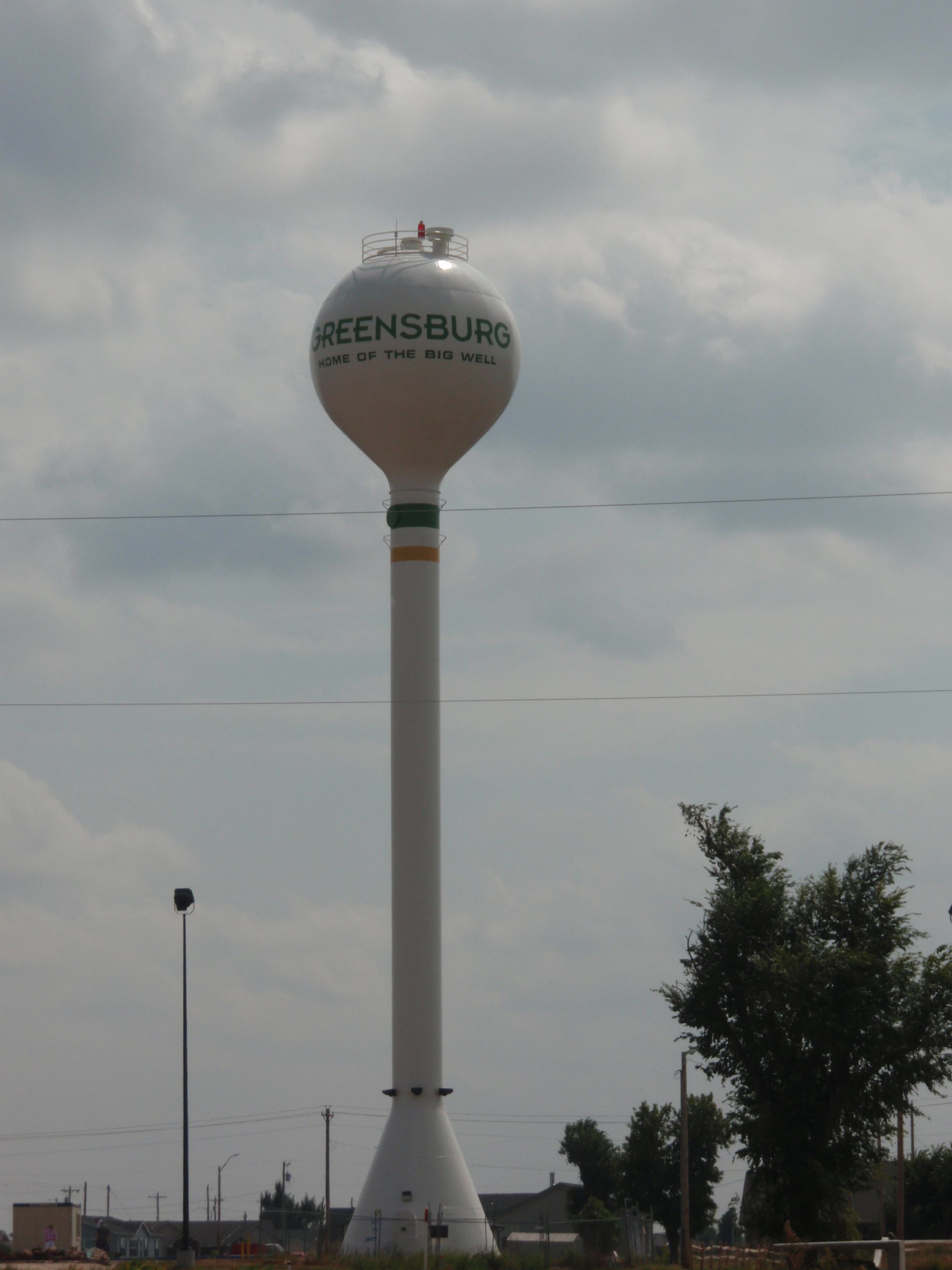
Caixa d'água de Greensburg

Greensburg é uma pequena cidade do condado de Kiowa, no estado do Kansas, Estados Unidos da América. É a sede do condado de Kiowa. Em 2000, sua população era de 1574 habitantes. Possui uma área total de 3,9 km².
Greensburg foi destruída no dia 4 de Maio de 2007, quando um tornado da escala F5 passou arrasando aproximadamente 90% da cidade. Cerca de 60 pessoas ficaram feridas e pelo menos nove perderam suas vidas.
Hoje em dia a cidade passa por um processo de reconstrução, usando, em sua maioria, força voluntária. Grande parte da cidade já foi reconstruída.[carece de fontes?]